# Вітувко
Вітувко (пол. Witówko, нім. Ittowken) — село в Польщі, у гміні Єдвабно Щиценського повіту Вармінсько-Мазурського воєводства.
Населення — 69 осіб (2011).
У 1975-1998 роках село належало до Ольштинського воєводства.

## Демографія
Демографічна структура станом на 31 березня 2011 року:
|          | Загалом | Допрацездатний вік | Працездатний вік | Постпрацездатний вік |
| -------- | ------- | ------------------ | ---------------- | -------------------- |
| Чоловіки | 39      | 10                 | 24               | 5                    |
| Жінки    | 30      | 7                  | 18               | 5                    |
| Разом    | 69      | 17                 | 42               | 10                   |